# Uroš Vilovski
Uroš Vilovski (25 de febrero de 1984, Senta, Serbia) Es un jugador profesional de balonmano que actualmente juega en el Győri ETO-UNI FKC y fue internacional con la selección de balonmano de Serbia con la que disputó el Campeonato Mundial de Balonmano Masculino de 2011, y posteriormente fue internacional con la selección de balonmano de Hungría.

## Palmarés
- Nemzeti Bajnokság I
  - Campeón: 2008, 2009, 2010, 2011, 2012
- Copa de Hungría
  - Campeón: 2009, 2010, 2011, 2012
  - Subcampeón: 2008
- Recopa de Europa
  - Campeón: 2008
- Supercopa de Europa
  - Subcampeón: 2008

### Selección nacional
- Medalla de Plata en el Campeonato Mundial de Balonmano Masculino Junior de 2005.

- Datos: Q1683824
- Multimedia: Uroš Vilovski / Q1683824